# 美國存託憑證
美國存託憑證（英語：American Depositary Receipt，縮寫ADR），又稱美國預託證券，是大多數的外商公司在美国的股票市場交易股票的方式。
藉由美國存託憑證，美國的投資者可以間接投資外商公司的股票。

## 外部連結
- 美國證管會(SEC)所發行的美國投資人投資外商公司指南(PDF檔)
- American Depository Receipt Stocks A-Z
- JP Morgan's ADR site （页面存档备份，存于）
- American Depositary Receipts （页面存档备份，存于）
- 什么是美国存托凭证（ADR） (此連結已失效)
- 新聞有看沒懂?ADR、GDR是什麼? （页面存档备份，存于）